# Turgai-Plateau
Koordinaten: 50° 0′ 0″ N, 62° 0′ 0″ O
Das Turgai-Plateau ist eine Hochebene im Gebiet Aqtöbe im Nord-Westen Kasachstans. Das Plateau ist circa 600 Kilometer breit und 200 Kilometer lang.
Das Gebiet liegt zwischen dem südlichen Ural, der kasachischen Schwelle und dem Mugodschar-Gebirge.
Das Plateau ist bekannt für reichhaltige Vorkommen von Eisenerz und anderen Mineralien. Die Landschaft ist gekennzeichnet durch Schluchten und Seen, die sich gut zum Fischen eignen.